# Intermodalidad de Levante
Intermodalidad de Levante, S.A (kurz: ILSA) ist ein spanisches Eisenbahnverkehrsunternehmen mit Sitz in Valencia, welches Verbindungen im spanischen Hochgeschwindigkeitsnetz unter der Marke iryo anbietet.

## Hintergrund
Gegründet wurde das Unternehmen als Joint Venture der spanischen Fluggesellschaft Air Nostrum mit 55 % der Anteile und des italienischen Bahnkonzerns Trenitalia mit 45 %. Im Jahr 2022 übernahm der spanische Infrastrukturfonds Globalvia 24 % der Anteile von Air Nostrum; seither ist Trenitalia mit 45 % der größte Aktionär. CEO von ILSA ist Simone Gorini.
Als Ergebnis einer 2019 gestarteten Ausschreibung bekam das Unternehmen durch die Adif, den Betreiber der spanischen Schieneninfrastruktur, 30 % aller Schnellverbindungen in Spanien zugeteilt.
Das Unternehmen bietet unter der Marke iryo Personenverkehr auf folgenden Verbindungen an:
- Madrid – Barcelona,
- Madrid – Zaragoza,
- Barcelona – Zaragoza,
- Madrid – Valencia
- Madrid – Sevilla
- Madrid – Málaga
- Madrid – Albacete – Alicante (seit Juni 2023)[4]

Es werden 23 Triebzüge des Typs FS Frecciarossa 1000 eingesetzt.

## Konzept
Im Gegensatz zu den im spanischen Schienenverkehr bestehenden Discountkonzepten von Avlo und Ouigo, die sich am Geschäftsmodell der Low-Cost-Airlines anlehnen, ist Iryo als preisgünstiges Premiumprodukt angelegt, und steht somit in direkter Konkurrenz zu der RENFE für Geschäftskunden.
Die Frecciarossa-Züge von iryo haben verschiedene Klassen, die alle mit kostenlosem, unbegrenztem WLAN, USB- und Steckdosen, Toiletten und einem Unterhaltungsportal an Bord ausgestattet sind, auf dem man Filme und Fernsehserien ansehen kann. Diese Klassen sind:
- Inicial bietet 2. Klasse Sitzplätze 2+2 über die gesamte Wagenbreite, ein Erfrischungswagen serviert Getränke und Snacks.
- Singular hat identische 2+2-Sitzplätze in der 2. Klasse, aber die Tickets sind flexibler und man kann Mahlzeiten online vorbestellen.
- Singular Only YOU wird als Upgrade auf Singular verkauft. So erhalten die Fahrgäste 2+1-Sitzplätze in der 1. Klasse in einem Wagen mit Tischen zum Arbeiten oder Essen. Mahlzeiten und Getränke können gegen Aufpreis am Tisch serviert werden, ebenso können diese online vorbestellt werden.
- Infinita bietet Sitzplätze in der 1. Klasse mit 2+1 Sitzplätzen über die gesamte Wagenbreite, wobei eine Mahlzeit und Getränke aus dem Bistro-Menü am Sitzplatz serviert werden und im Fahrpreis inbegriffen sind.